# Ertan Saban
Ertan Saban (mazedonisch Ертан Шабан; * 4. Dezember 1977 in Skopje, SR Mazedonien, SFR Jugoslawien) ist ein nordmazedonisch-türkischer Schauspieler.

## Leben und Karriere
Saban wurde am 4. Dezember 1977 in Skopje geboren. Er gehört zu der türkischen Minderheit in Nordmazedonien. Er studierte am Theater Department of the State Conservatory of Macedonia. Sein Debüt gab er 2001 in der Fernsehserie Vo svetot na bajkite. Seinen Durchbruch hatte Saban in der Serie Elveda Rumeli. Außerdem spielte er in den Serien Sultan Makamı, Sağır Oda, Savcının Karısı, Sakarya Fırat und Yakamoz S-245 mit. 2016 heiratete er die türkische Schauspielerin Ebru Özkan. Aus der Ehe ging ein Kind hervor.

## Filmografie (Auswahl)
Filme
- 2003: Kako los son
- 2004: Kako ubiv svetec
- 2005: Kontakt
- 2006: The Net 2.0
- 2008: Gölgesizler
- 2008: Başka Semtin Çocukları
- 2010: Hayde Bre
- 2012: Balkan Is Not Dead
- 2013: Benimle Oynar mısın?
- 2015: Limonata
- 2022: The Bağcılar
- 2023: Akif

Serien
- 2001: Vo svetot na bajkite 2
- 2003: Elveda Rumeli
- 2006–2007: Sağır Oda
- 2007–2009: Elveda Rumeli
- 2011: Karakol
- 2013: Görüş Günü Kadınları
- 2014–2016: Kurtlar Vadisi Pusu
- 2018: Mehmed: Bir Cihan Fatihi
- 2022: Son Nefesime Kadar
- 2022–2023: Gelsin Hayat Bildigi Gibi
- 2024: Kötü Kan
- 2025: Deha